# Typ 4 Ke-Nu
Typ 4 Ke-Nu – japoński czołg lekki, pochodzący z okresu II wojny światowej. Był to zmodernizowany czołg Typ 95 Ha-Go, w którym oryginalną wieżę zastąpiono wieżą czołgu średniego Typ 97 Chi-Ha.